# La residencia de San Sava
La residencia de San Sava se encuentra 1886 en Belgrado, en la calle Cara Dušana número 13, y fue construido el año 1890. Po su volumen y las características arquitectónicas, el edificio de la Residencia de San Sava está protegida como un културно добро  y tiene el estatus de споменика културе.
El nombre la Residencia de San Sava está escrito en el ático, en la fachada principal, encima del avant-corps medio, que fue construido por Dimitrije Naumović, el calderero belgradense, a su coste.
Los miembros de la asociación de San Sava, que fue fundada el año . con el propósito de expandir la educación y el sentimiento nacional de la gente, construyeron el edificio de la Residencia de San Sava el año 1890, diseñado para alojamiento de la administración y la institución de la sociedad, hecho por el proyecto del arquitecto Jovan Ilkić. Pusieron la piedra base el 10 de agosto de 1889. La asociación consiguió los recursos financieros y materiales a través de las donaciones, organizando loterías y fiestas y tomando préstamos. Por esas razones los miembros de la asociación hacían apelaciones. Mandaban cartas a los ciudadanos ricos. En eso les ayudaba la prensa, publicando textos con ese motivo dirigidos al público patriótico. Justo después de la apertura del edificio el año 1890 la administración de la sociedad se alojó allí, y poco después los alumnos de la escuela de San Sava y los exalumnos de la escuela de comercio de Belgrado encontraron su hogar allí. En este edificio antes se encontraba el archivo nacional, la escuela para sordomudos de la asociación Stefan Dečanski, el Primer Gimnasio de Belgradio y otros. Junto a la elaboración del plan y el prepuesto, el arquitecto Jovan Ilić supervisaba la construcción. La residencia de San Sava es proyectada como edificio con dos pisos con el subterráneo y planta baja alta. Aunque la idea general del edificio y la composición simétrica de su fachada principal se basan en los principios académicos, la fachada tiene forma del romanticismo, con elementos del renacimiento y el estilo bizantino. El lienzo de fachada es llano y se destaca por el bajo avants-corps medio, que en la zona del techo termina con el ático con la cúpula piramidal. Las ventanas de los pisos tienen forma de ventana con mainel arqueada, se apoyan en cornisas con grinaldas, dando el elemento romántico a la fachada. En la fase final de construcción, el inversor prestó atención a la estética, los adornos de la fachada y el mueble interior.                          
Los escudos de armas de países serbios que se encuentran en las lunetas encima de las ventanas del primer piso son hechas por el escultor figurativo Jovan Heinrich Noken, siguiendo el diseño del pintor Đoka Jovanović. En Primera Guerra Mundial las autoridades de ocupación usaban el edificio. Llevaron muchas cosas. Con unos cambios en la parte superior de la fachada principal, el año 1923. habían anexado el tercer piso, diseñado por el arquitecto Petar Bajalović.